# Róbert Mak
Róbert Mak (ur. 8 marca 1991 w Bratysławie) – słowacki piłkarz, występujący na pozycji pomocnika, od 2022 w australijskim klubie Sydney FC.

## Kariera klubowa
Jest wychowankiem Slovana Bratysława. W 2005 trafił do juniorskiego zespołu Manchesteru City. Przed sezonem 2008/2009 dołączył do jego drużyny rezerw, która uczestniczyła w rozgrywkach Reserve League North. W lipcu 2010 odszedł za około 250 tys. euro do 1. FC Nürnberg. W rozgrywkach Bundesligi zadebiutował 28 sierpnia 2010 w meczu przeciwko SC Freiburg (1:2). Pierwsze ligowe trafienie zaliczył 20 listopada 2010 w meczu przeciwko 1. FC Kaiserslautern (1:3).
9 sierpnia 2022 został piłkarzem australijskiego klubu Sydney FC.
| Sezon     | Zespół           | Rozgrywki            | Mecze | Bramki |
| --------- | ---------------- | -------------------- | ----- | ------ |
| 2009/2010 | Manchester City  | Reserve League North | 15    | 5      |
| 2010/2011 | 1. FC Nürnberg   | Bundesliga           | 22    | 3      |
| 2011/2012 | 1. FC Nürnberg   | Bundesliga           | 16    | 2      |
| 2012/2013 | 1. FC Nürnberg   | Bundesliga           | 19    | 1      |
| 2013/2014 | 1. FC Nürnberg   | Bundesliga           | 19    | 0      |
| 2014/2015 | PAOK FC          | Superleague Ellada   | 25    | 7      |
| 2015/2016 | PAOK FC          | Superleague Ellada   | 24    | 6      |
| 2016/2017 | Zenit Petersburg | Premjer-liga         | 17    | 4      |

## Kariera reprezentacyjna
Reprezentant kadr U-17, U-19 oraz U-21 swojego kraju, od 2013 reprezentacji seniorskiej.